# Наркеш Даян-хан
Наркеш Даян-хан (д/н — 1143) — 1-й хан найманів у 1127—1143 роках. В китайських джерелах відомий як Наєрші Таян.

## Життєпис
Походив з клану Гючюгют. Про батьків нічого невідомо. Замолоду боровся проти впливового найманського клану бетегін, зумівши об'єднати 8 родів найманів. Тривалий час підтримував ляоського володаря Єлу Даші проти чжурчженів. Близько 1127 року скористався занепадом об'єднання Зубу ставши незалежним й прийнявши титул хан.
Вів запеклі війни проти ханств єнісейських киргизів, яким зрештоюзавдав рішучих поразок. Західним кордоном ханства стала річка Іртиш, а східним — Тамірин (біля Хангайських гір). Ставкою стала Баликти (на річці Орхон). Сприяв розвиткуземлеробства, привчав найманів до осілості в містах і поселеннях.
Десь напочатку 1130-х років визнав зверхність Західного Ляо. Помер Наркеш Даян-хан близько 1143 року. Йому спадкував брат Інанч-хан.